# 張苞
張 苞（ちょう ほう、生没年不詳）は、中国後漢末期の人物。字は不詳。父は張飛。弟は張紹。妹は敬哀皇后張氏・張皇后。子は張遵。『三国志』には、父に先んじて死去したため弟が跡を継いだとのみある。

## 三国志演義

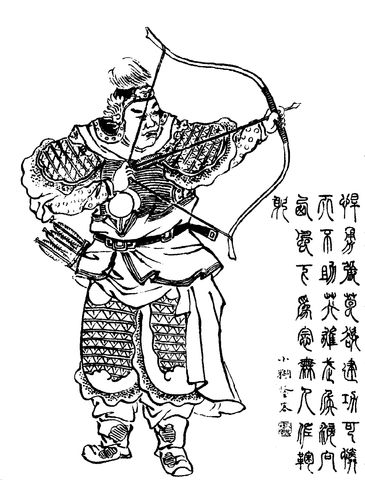
張苞

小説『三国志演義』では、張飛に劣らぬ勇将として、大々的に活躍する設定となっている。
劉備の呉討伐（夷陵の戦い）の際に、先陣をめぐり関羽の子関興と争うが引き分けたため、劉備のとりなしにより自分が兄で関興を弟とする義兄弟の契りを結ぶ。また、夷陵の戦いの序盤において蜀軍が勝利した際、呉から護送された父の仇である張達・范彊を自らの手で処刑している。
その後も関興とのコンビで活躍を続け、諸葛亮の北伐にも参加するが、第二次北伐の際に誤って谷へ転落し、その怪我がもとで死去したことになっている。

## その他
吉川英治の小説『三国志』および横山光輝の漫画『三国志』では、北伐で谷に転落した際に破傷風を併発したのが死因であるということにされている。
なお、字は不詳だが、コーエーの『CDドラマコレクションズ 三國志』では、オリジナル設定で「子昂（しこう）」と付けられている。